# روبرت إم. هيوز
روبرت إم. هيوز (بالإنجليزية: Robert M. Hughes) هو محامي أمريكي، ولد في 10 سبتمبر 1855، وتوفي في 15 يناير 1940.